# Cayo Asinio Polión
Cayo o Gayo Asinio Polión   (75 a. C.-4) fue un político, orador, poeta, dramaturgo, crítico literario e historiador de la época del nacimiento del Imperio romano. Sus escritos, que no han llegado a nuestros días, sirvieron de material para Apiano y Plutarco. Polión era patrón de Virgilio y amigo de Horacio y tiene poemas dedicados a él por ambos poetas.

## Juventud
Por una inscripción se sabe que su padre tenía el praenomen Cneo. Polión era hermano de Asinio Marrucino, un hombre conocido en Roma por sus bromas pesadas; su cognomen nos sugiere que su familia descendía de los marrucinos. Polión era probablemente nieto de Herio Asinio, un plebeyo, general del ejército marrucino que combatió en el bando de los itálicos durante la guerra Social. Polión nació en Roma en el año 75 a. C. de acuerdo a Jerónimo, y tuvo oportunidad de escuchar en su juventud a los grandes oradores de la época como Cicerón, Julio César y Quinto Hortensio, entre otros.
Polión se movía en el círculo del poeta Cayo Valerio Catulo. Entró en la vida política en el 56 a. C. como partidario del cónsul Publio Cornelio Léntulo Espínter. En 54 a. C., cuando sólo tenía veintidós años, acusó a Cayo Porcio Catón, un pariente lejano de Catón el Joven, de las perturbaciones que este había causado en 56 a. C., cuando era tribuno de la plebe.
Catón fue defendido por Licinio Calvo y Marco Emilio Escauro, pero como los actos ilegales que se le imputaban habían sido llevados a cabo para favorecer la elección de Cneo Pompeyo Magno y Marco Licinio Craso al consulado, finalmente fue absuelto.

## Carrera política
A pesar de su apoyo inicial a Léntulo Espínter, cuando estalló la guerra civil entre Pompeyo y César se unió a este último justo cuando este deliberaba si cruzar o no el Rubicón e iniciar la guerra civil. Polión es mencionado por Plutarco y el mismo César como uno de sus amigos íntimos y fue testigo de su marcha triunfal por las ciudades de Italia.
Tras la huida de Pompeyo y el Senado a Grecia, César envió a Cayo Escribonio Curión y a Polión a relevar a Catón del gobierno de Sicilia. Curión y Polión derrotaron a Catón y marcharon a la Provincia de África donde se enfrentaron al gobernador de la provincia, Publio Atio Varo, al que derrotaron en Útica. Tras esta victoria Polión y Curión marcharon contra el rey de Numidia, Juba I, que se había aliado con los pompeyanos. Curión y Polión fueron derrotados por Juba en una batalla acaecida en las cercanías del río Bagradas. En esta batalla perdió la vida el brillante Curión. Polión comandó a su pequeña fuerza en la retirada a Utica. Se unió a César en la batalla de Farsalia (48 a. C.), combate en donde las fuerzas de Pompeyo tuvieron unas 10 000 bajas.
En 47 a. C. fue elegido tribuno de la plebe y vetó los intentos de otro tribuno, Publio Cornelio Dolabela, de legislar una cancelación general de deudas.  Se rumoreó que Dolabela se acostaba con la esposa de Polión y que a eso se debía la enemistad entre ambos. Al año siguiente regresó a África, justo en el momento en que César desembarcaba para derrotar al elenco de pompeyanos allí reunidos, y contó en su historia cómo él y César, en una ocasión, cuando conducía a sus tropas, fueron sorprendidos por el enemigo. También acompañó a César al año siguiente, en 45 a. C. en su campaña en Hispania contra los hijos de Pompeyo. Ya de vuelta a Roma, debió haber sido uno de los catorce pretores, a quienes César nombró en el curso de este año, puesto que Veleyo Patérculo lo llama Praetorius en 44 a. C.

## Hispania
Cuando César fue asesinado en 44 a. C., Polión, como gobernador de Hispania Ulterior, lideraba las fuerzas en Hispania que combatían a Sexto Pompeyo, quien había reunido una fuerza considerable después de la batalla de Munda, distinguiéndose en este puesto, según su panegirista Veleyo Patérculo. Polión se mostró reticente a dirigir una comisión de aliados a César a causa de haber contraído enemistades personales con miembros de tal comisión. Marco Emilio Lépido fue nombrado por el Senado nuevo gobernador de la provincia hispana, pero Polión, que permanecía leal a los cesarianos, resistió contra él y anunció en Corduba que no dejaría su provincia en manos de un Senado que había asesinado al único hombre que podría haber restaurado la República de aquellos que precisamente tenían la desfachatez de llamarse republicanos. Unos pocos meses más tarde, su cuestor Lucio Cornelio Balbo el Menor, huyó con el dinero destinado al pago de sus legiones a la Mauritania. Polión fue derrotado de tal manera por las fuerzas de Pompeyo que tuvo que huir disfrazado del campo de batalla para salvar su propia vida.
Probablemente habría sido incapaz de mantener su posición en su provincia, si la paz no se hubiera celebrado entre Roma y Sexto Pompeyo. Esto se produjo por mediación de Marco Antonio y Lépido; Sexto salió de Hispania y Polión continuó en su provincia.

## Guerra civil
Polión vaciló entre los bandos de Marco Antonio y el Senado cuando se avecinaba la guerra civil entre ellos en el año 43 a. C. Sufrió grandes presiones para que ayudase a estos últimos con sus tropas. En sus cartas a Cicerón, Polión se muestra gran devoto de la causa del Senado, aunque suministra diversas razones por las que es imposible para él cumplir con su solicitud. Como la mayoría de los amigos de César, probablemente no deseaba aliarse con el partido senatorial, pero, al mismo tiempo, tampoco quería comprometerse con Antonio. Aun cuando este último se unió a Lépido, todavía dudaba si declararse a su favor; sin embargo, cuando Octaviano modificó su política y obligó al Senado en el mes de agosto a revocar la sentencia de proscripción que se había pronunciado contra Antonio y Lépido, al fin Polión se unió a ellos con tres legiones y convenció a Lucio Munacio Planco, gobernador de la Galia Comata, de que siguiera su ejemplo. Octaviano, Antonio y Lépido formaron entonces el Segundo Triunvirato y determinaron quiénes deberían ser cónsules para los próximos cinco años; entre ellos estaban, naturalmente, Planco y Polión.
Durante las sangrientas proscripciones promovidas por los triunviros, el suegro de Polión, Lucio Quincio, fue uno de los primeros en ser proscrito. Quincio huyó por mar, pero durante el viaje se suicidó tirándose por la borda. Cuando las provincias se dividieron entre los triunviros y Galia le tocó a Antonio, confió a Polión el gobierno de la Galia Transpadana (región comprendida entre el Po y los Alpes). Además supervisó el reparto del territorio de Mantua entre los veteranos de Antonio y utilizó su influencia para impedir la confiscación de las propiedades de Virgilio.
En la guerra de Perusia donde se enfrentaron Fulvia y Lucio Antonio contra Octaviano en 41 a. C. y 40 a. C., Polión, al igual que los otros legados de Antonio, participó poco, ya que no conocía la opinión y los deseos de su comandante. Octaviano le obligó a renunciar a la provincia en favor de Alfeno Varo y, como se esperaba que el triunviro Antonio regresara de Grecia, Polión se esforzó por mantener la posesión de la costa con el fin de asegurar su llegada, puesto que una ruptura abierta entre Octaviano y Marco Antonio parecía ya ahora inevitable. Él tuvo la suerte de obtener la cooperación de Cneo Domicio Enobarbo, que navegaba por el mar Jónico con un escuadrón de naves que habían formado parte de la flota de Bruto y Casio.
A pesar de todo, la guerra civil no estalló, y Polión, en 40 a. C., ayudó a que Antonio y Octaviano firmaran la Paz en Brundisium. Ese mismo año, Asinio Polión fue nombrado para el consulado junto a Cneo Domicio Calvino, consulado que se le había prometido en 43 a. C. Virgilio le dedicó entonces su Égloga IV, porque, como muchos otros romanos, esperaba que el consulado de Polión fuera como una Edad de Oro para la República; sin embargo, Polión renunció al consulado al poco tiempo.
Al año siguiente Polión dirigió una campaña contra los partinos, una tribu de Iliria que se había unido al asesino Marco Junio Bruto. La expedición tuvo éxito: los derrotó y tomó la ciudad dálmata de Salonae, por lo que fue recompensado con un triunfo el 25 de octubre de ese año. Polión le dio a su hijo Cayo Asinio Galo el agnomen Salonino después de que la ciudad fue tomada. La Égloga VIII de Virgilio estaba dedicada a la campaña de Polión.
A partir de entonces Polión se retiró por completo de la vida política y se dedicó al estudio de la literatura. Seguía, sin embargo, ejercitando sus facultades oratorias y mantuvo su reputación de elocuente con discursos en Senado y Tribunales.
En 31 a. C., Octaviano le preguntó si estaría dispuesto a tomar parte en la batalla de Actium contra Marco Antonio, pero Polión, recordando la amabilidad de Antonio hacia su persona, decidió mantenerse neutral.

## Vida tras la guerra civil
Tras la guerra civil, Polión construyó, con el dinero que había obtenido en su campaña ilírica, la primera biblioteca pública de Roma en el Atrium Libertatis, también construido por él y que adornó con estatuas de héroes como Alejandro Magno o Escipión el Africano.  La construcción de una biblioteca pública había sido uno de los deseos del fallecido César y contenía obras maestras de la literatura griega y latina, tratados militares y científicos y literatura poética e histórica. Tras su exitosa carrera tanto política como militar se retiró de la vida pública y dedicó el resto de su vida a ser el patrón de poetas y escritores, fundando el llamado Círculo de Asinio Polión. Era conocido como un severo crítico literario, al que sólo complacía la literatura antigua. Así, señaló muchos errores en los discursos de Cicerón, censuró los Comentarios de César por su falta de fidelidad histórica y vituperó los numerosos arcaísmos de las obras históricas de Salustio. También se quejó de la verbosidad y palabrería del historiador Tito Livio. Para estimar estos juicios ha de tenerse en cuenta que, por ejemplo, sus comentarios sobre Tito Livio se hacían cuando este todavía estaba vivo.
En su retiro Polión organizaba sesiones de lectura en las que los autores declamaban sus propias obras con el fin de obtener la sentencia y opinión de los demás antes de hacerlas públicas. Polión se convirtió en el primer autor que recitó sus propias obras y uno de sus protegidos, Virgilio, llamó la atención de la familia imperial durante la lectura de una obra en la que alababa a Eneas, (antepasado de la familia Julia a la que pertenecía César). Como resultado, Virgilio fue felicitado por el propio emperador, Octavio Augusto.
Polión murió ese mismo año, quizá tras la lectura de una obra. Al parecer fue en su villa de Tusculum, en el año 4, habiendo cumplido los ochenta y preservadas hasta el final todas sus facultades. A pesar de todo, Polión era un republicano incondicional y mantenía por ello una relación distante con el emperador Augusto.
Polión es conocido también por ser el padre de Cayo Asinio Galo, el segundo marido de Vipsania Agripa, la hija de Marco Vipsanio Agripa, el segundo al mando de Augusto y su segundo yerno. Galo, cónsul en el año 8 a. C. y Vipsania tuvieron varios hijos, dos de los cuales también fueron cónsules romanos; Cayo Asinio Polión, cónsul en 23, Marco Asinio Agripa, cónsul en 25 y uno, Servio Asinio Céler fue cónsul sufecto en 38.
Ninguna de las obras de Polión se ha conservado, si bien poseían méritos suficientes sin lugar a dudas para mantener entre sus contemporáneos y sucesores de la talla de Cicerón, Virgilio y Salustio su fama de orador, poeta e historiador.
Como historiador Polión fue célebre por su historia de las guerras civiles en diecisiete libros. Estas comenzaban con el consulado de Quinto Cecilio Metelo Céler y Lucio Afranio, 60 a. C., año en que se formó el primer triunvirato, y parece que había llegado hasta el momento en que Augusto obtuvo la supremacía indiscutible del mundo romano. Polión fue contemporáneo de todo el período comprendido en su historia, y fue un testigo presencial de muchos de los acontecimientos más importantes que él describe. Su trabajo era por lo tanto de un gran valor y fue citado por escritores posteriores en términos de la más alta recomendación.